# Frank Reddout
Franklin Parker Reddout, detto Frank (Naples, 4 marzo 1931), è un ex cestista statunitense, professionista nella NBA.

## Carriera
Dopo quattro anni nella NCAA con l'Università di Syracuse, viene scelto nel Draft NBA del 1953 dai Rochester Royals, con cui nella stagione successiva gioca 7 partite nella NBA con una media di 1,9 punti ed 1,3 rimbalzi.